# Unterrichtsstunde
Die Unterrichtsstunde ist ein festgelegter Zeitabschnitt für den Unterrichtsablauf, sowohl im Schulunterricht als auch in der Erwachsenenbildung.
In den meisten deutschsprachigen Ländern umfasst eine Schulstunde 45, in Österreich meist 50 Minuten. Ausnahmen entstanden in den Bundesländern, in denen die gymnasiale Laufbahn auf acht Jahre verkürzt wurde (siehe z. B. den 60-Minuten-Takt mit einer Dauer von 60 Minuten pro Schulstunde).
Diese Regelung kann sich jedoch von Land zu Land unterscheiden, innerhalb Deutschlands auch von Bundesland zu Bundesland, da die Gesetzgebung zum Schulrecht Ländersache ist.
Umgangssprachlich wird die Schulstunde auch nur Stunde genannt. („Wir haben morgen sieben Stunden.“)

## Geschichte
Bereits 1883 betrug die Schulstunde erstmals im Katharineum zu Lübeck 45 Minuten. In Preußen wurden die sich von der Zeitstunde unterscheidenden Schulstunden am 22. August 1911 durch August von Trott zu Solz eingeführt an den preußischen Gymnasien. Da es noch nicht viele Schulen dieses Schultyps gab, ermöglichte diese tägliche Unterrichtszeitverkürzung auch Schülern von außerhalb der Schulstädte den Zugang zu höherer Bildung, ohne am Schulort im Internat wohnen zu müssen.
Die Dauer von 45 Minuten orientiert sich am sogenannten Akademischen Viertel. An vielen Hochschulen beginnen die Vorlesungen um eine Viertelstunde später als im Vorlesungsverzeichnis angegeben und dauern daher keine volle Stunde. Dies begründet sich historisch aus der Notwendigkeit des räumlichen Wechsels von Dozenten und Studenten zwischen verschiedenen Vorlesungen.

## Häufigster Stundenrhythmus
In der Regel beginnt der Schulunterricht in den deutschsprachigen Ländern gegen 8 Uhr, was je nach Schule (meist aufgrund der Ankunfts- und Abfahrtszeiten öffentlicher Verkehrsmittel) zwischen 7:30 Uhr und 8:30 Uhr variiert. Oft sind die Stunden in Doppelstunden (2 × 45 Minuten) organisiert, wobei oft zwischen zwei Stunden eine Pause von in der Regel 15 Minuten eingeschoben wird. Teilweise sind auch Pausen zwischen der dritten und vierten Schulstunde möglich. Nach der sechsten Stunde findet meist eine längere Mittagspause statt, die oft als siebte Stunde deklariert ist. Meist endet die Stundeneinteilung mit der elften oder zwölften Stunde.

## Kurzstunden
Um bei bestimmten Anlässen, die einen früheren Unterrichtsschluss erfordern (letzter Schultag, Konferenzen, Veranstaltungen), nicht Stunden abzusagen, können diese – insbesondere bei weiterführenden Schulen – auf 30 Minuten verkürzt als Kurzstunde abgehalten werden.

## Schulbeginn
In vielen deutschsprachigen Schulen beginnt die erste Schulstunde um 8:00 Uhr.
Forschende der Universität Basel befragten 2012 rund 2700 Schüler im Alter von 13 bis 18 Jahren zu diesem Thema. Ein Ergebnis:
Wenn der Schulbeginn am Morgen um 20 Minuten verschoben wird, wirkt sich das bereits auf die Schlafdauer und Müdigkeit von Jugendlichen aus. Jugendliche, deren Unterricht um 8 Uhr anfängt, schlafen rund 15 Minuten länger und sind wacher als jene, die bereits um 7.40 Uhr in der Schule sein müssen.
Die durchschnittliche Schlafdauer der Befragten betrug während der Schulwoche ungefähr 8 Stunden und 40 Minuten. Jugendliche, die mit weniger als acht Stunden ungenügend lang schliefen, zeigten tagsüber stärkere Müdigkeit, schlechtere Schulleistungen und allgemein eine negativere Lebenseinstellung.

## Erwachsenenbildung
In der Erwachsenenbildung ist eine Unterrichtsstunde (abgekürzt UStd oder USt) eine Messgröße für eine Unterrichtseinheit. Eine Unterrichtsstunde dauert – in Anlehnung an die Schulstunde – 45 Minuten.
Der Begriff hat im Berichtswesen und in der staatlichen Förderung der Erwachsenenbildung in verschiedenen Bundesländern den früher üblichen Begriff der (Unterrichts-)Doppelstunde abgelöst, auch wenn der Anklang an schulischen Unterricht von Vertretern einer prozess- und teilnehmerorientierten Erwachsenenbildung kritisiert wird.
Bei Seminaren und Vorträgen der Erwachsenenbildung sind Einheiten von zwei oder drei Unterrichtsstunden ohne Pause üblich. Bei mehrtägigen Veranstaltungen mit Übernachtung in einem Tagungshaus (Erwachsenenbildung in „Internatsform“) werden die erbrachten Unterrichtsstunden zu Teilnehmertagen zusammengezogen.